# Syringaalkohol
Syringaalkohol (4-Hydroxy-3,5-dimethoxybenzylalkohol) ist ein organisch-chemische Verbindung, die sich sowohl vom Benzylalkohol, Phenol als auch von den Dimethoxybenzolen ableitet. Die Struktur besteht aus einem Benzolring mit einer angefügten Hydroxymethylgruppe (–CH2OH), Hydroxygruppe (–OH) und zwei Methoxygruppen (–OCH3) als Substituenten. Der Name stammt – analog zu Syringol, Syringaaldehyd, Syringasäure oder Acetosyringon – von der lateinischen Bezeichnung des Flieders (Syringa).